# Rudna (gromada w powiecie lubińskim)
Rudna – dawna gromada, czyli najmniejsza jednostka podziału terytorialnego Polskiej Rzeczypospolitej Ludowej w latach 1954–1972.
Gromady, z gromadzkimi radami narodowymi (GRN) jako organami władzy najniższego stopnia na wsi, funkcjonowały od reformy reorganizującej administrację wiejską przeprowadzonej jesienią 1954 do momentu ich zniesienia z dniem 1 stycznia 1973, tym samym wypierając organizację gminną w latach 1954–1972.
Gromadę Rudna z siedzibą GRN w Rudnej utworzono – jako jedną z 8759 gromad na obszarze Polski – w powiecie lubińskim w woj. wrocławskim, na mocy uchwały nr 20/54 WRN we Wrocławiu z dnia 2 października 1954. W skład jednostki weszły obszary dotychczasowych gromad Rudna, Brodów, Gwizdanów, Kalinówka i Stara Rudna oraz przysiółek Budków z dotychczasowej gromady Gawrony ze zniesionej gminy Rudna w tymże powiecie. Dla gromady ustalono 16 członków gromadzkiej rady narodowej.
31 grudnia 1961 do gromady Rudna włączono wieś Barszów ze zniesionej gromady Komorniki w tymże powiecie.
1 lipca 1968 do gromady Rudna włączono obszar zniesionej gromady Rynarcice (oprócz wsi Pieszkowice) w tymże powiecie.
1 stycznia 1972 do gromady Rudna włączono wieś Gawrony z przysiółkiem Gawronki i wieś Wysokie z przysiółkiem Rozłogi ze znoszonej gromady Kębłów w powiecie wołowskim w tymże województwie.
Gromada przetrwała do końca 1972 roku, czyli do kolejnej reformy gminnej. 1 stycznia 1973 powiecie lubińskim reaktywowano gminę Rudna.